# Серковское
Серковское — пресное озеро в Ивановском районе Ивановской области. Расположено в 14 км северо-западнее города Иваново, в 2 км южнее села Буньково, в 0,5 км северо-восточнее деревни Серково, на высоте 138 м над уровнем моря.
Площадь озера с островами — 0,389 км², по другим данным 0,36 км². Озеро относится к мелководным; средняя глубина — 0,41 м, максимальная — 1,2 м. Объём воды — 0,00016 км³.

## Описание
Озеро имеет неправильную округлую форму, вытянуто с северо-востока на юго-запад. Озеро ледникового происхождения. По морфометрическим показателям и экологическим характеристикам озеро относится к числу заболачивающихся, закрытых, эвтрофных, сильно трансформированных.
Из юго-западной части озера вытекает река Санеба — левый приток реки Ухтохмы. По другим данным, этот водоток — безымянная канава, впадающая в Чёрную — левый приток Санебы.
Дно озера торфянистое, покрытое сапропелем, на глубоких местах мощность слоя достигает 1,5—2,0 м.
Берега озера в основном торфяные, низкие, сплавинные, трудно проходимые, местами захламлены стволами деревьев. Сплавина сформирована сабельником болотным и белокрыльником болотным. Встречаются несколько видов осоки (осока вздутая, осока ложносытевая, осока топяная), намубургия кистецветная, звездчатка болотная, подмаренник болотный, кадения болотная, вербейник обыкновенный и другие растения.
Местами твёрдый берег возвышается над урезом воды на 0,5 м. На нём растут молодые берёзы и сосны. С северной части озера расположено болото. По западному, южному и восточному берегам проходит пешеходная тропа. Удобные подходы к озеру находятся только на северо-востоке.
В границах ООПТ историко-культурные объекты отсутствуют.

## Флора и фауна
В целом флора ООПТ насчитывает более 300 видов сосудистых растений. Среди них 1 вид — морошка, включён в Красную книгу Ивановской области, а также более 15 видов относятся к редким, нуждающимся в охране.
Интересны многочисленные находки стром дальдинии концентрической развивающихся на повреждённых огнём стволах берёзы и ольхи.
Исследования, проведённые в мае 2013 года, позволили выявить саркосцифу ярко-красную — редкий вид, включённый в Красную книгу Ивановской области.
Ихтиофауна озера представлена в настоящее время 2 видами рыб: серебряный карась и ротан. Ранее в озере обитала щука, но из-за заморов её численность резко сократилась.
Озеро обследовано достаточно хорошо, обитания группировок видов круглоротых и рыб, включённых в Красную книгу Российской Федерации и Красную книгу Ивановской области, не обнаружено.
Во время весеннего пролёта на озере останавливается большое количество водоплавающих птиц: кряква, чирки, красноголовый нырок, средний крохаль.
Берега озера являются местом обитания околоводных грызунов, таких как: водяная полёвка, ондатра и бобёр.

## Использование озера
До 1990 года на берегах озера работало 4 пионерских лагеря и турбаза. Озеро и его окрестности испытывали серьёзные антропогенные воздействия, вызванные использованием его берегов для массового отдыха детей и взрослого населения. Отдыхающие оставляли на берегах озера значительное количество бытового мусора, многочисленные кострища. Происходила деградация всех типов растительности в местах массового отдыха.
В настоящее время территория лагерей производит удручающее впечатление, все здания разрушены, берега сильно замусорены и разбиты.